# Saint-Genis-de-Blanzac
Saint-Genis-de-Blanzac era una comuna francesa que estaba situada en el departamento de Charente, de la región de Nueva Aquitania, que en 1972 se fusionó con la comuna de Cressac, formando la comuna de Cressac-Saint-Genis.

## Demografía
| Gráfica de evolución demográfica de Saint-Genis-de-Blanzac entre 1800 y 1968 |
|                                                                              |

Los datos demográficos contemplados en este gráfico se han cogido de la página francesa EHESS/Cassini.